# David Sylvester
David Sylvester (21 septembre 1924, Londres – 19 juin 2001, Londres) est un écrivain et critique d'art britannique. Il fut un interlocuteur privilégié du peintre Francis Bacon.

## Biographie
Il écrivit pour le journal Tribune et rencontra à Paris en 1947 Alberto Giacometti qui eut une grande influence sur lui. Il devint critique d'art pour The Observer et le New Statesman, accordant toujours une grande importance à l'art contemporain.
Durant les années 1950, il travailla avec Henry Moore, Lucian Freud et Francis Bacon, mais apporta aussi son soutien à Richard Hamilton et d'autres jeunes artistes britanniques. En 1969, il prépara une exposition Jean Renoir à la Hayward Gallery. Il reçut un Lion d'or à la Biennale de Venise en 1990 pour une exposition de l'œuvre de Francis Bacon.
Il est le père de l'artiste Cecily Brown, qu'il a eue avec l'écrivaine Shena Mackay.

## Décorations
- Commandeur de l'ordre des Arts et des Lettres Il est fait commandeur le [1].
- Ordre de l'Empire britannique à titre civil Il est fait Commandeur le 10 juin 1983.